# Ren'Py
Ren'Py視覺小說引擎是一款開放原始碼的自由软件引擎，用來創作透過電腦敘述故事的視覺小說。Ren'Py之名是Ren'ai与Python兩詞混合而成。Ren'ai為日文，意指「戀愛」，而Python是Ren'Py所使用的語言環境。
和其他流行的視覺小說引擎（例如NScripter）不同，Ren'Py是在英語文化圈中開發，所以较受英語使用者的青睞。Ren'Py已經被證實吸引到英語同好；超過1500個遊戲使用Ren'Py引擎，幾乎全部使用英文。

## 概述
Ren'Py幾乎支援所有視覺小說所應該具有的功能，包括分支故事、儲存和載入遊戲、回退到之前故事的儲存點、多樣性的場景轉換等。Ren'Py擁有類似電影劇本的語法，並且能夠允許進階使用者編寫Python程式碼來增加新的功能。除此之外，遊戲引擎內附的出版工具能夠為腳本加密以及壓縮遊戲素材以防止盗版。
Ren'Py建构于Python软件库Pygame之上，而它又基于了SDL。Ren'Py官方支援Windows、Linux以及较新版Mac OS X，并可通过Arch Linux、Ubuntu、Debian或Gentoo的软件包管理系统安装。它可以在Windows、macOS、Linux、Android、OpenBSD、iOS和wasm的HTML5下建置。
利用Ren'Py结合剧本及Python，非常適合制作冒险游戏，也可以制作出模擬遊戲、扑克游戏等类型游戏。Ren'Py也有一些電子角色扮演遊戲框架的範例，但相對來說，制作RPG遊戲會比較困難。而对比吉里吉里，它甚至支持3D加速的功能。

## 迴響
作为一款遊戲創作引擎，Ren'Py曾受到包括Gamasutra和衛報在內的多家媒體推薦。Ren'Py目前已經用在卡內基美隆藝術學院的課堂上，並且當做一種文學課的工具。

## 支援格式
- 影片格式

-  OGG Theora
- MPEG1
- MPEG2
- MPEG4

- 圖像格式

- BMP
- PNG
- JPG
- JPEG
- GIF

- 音樂格式

- OGG
- Vorbis
- WAVE（無損）
- MP3
- MP2

## 著名Ren'Py遊戲
- 片輪少女
- 永恆之夏
- 心跳文學部！
- 森灵之心

## 外部連結
- 官方网站（英文）
- 特性列表（页面存档备份，存于）（英文）
- Ren'Py论坛（页面存档备份，存于）（英文）
- Ren'Py-related Interview with PyTom for AnimeFringe（页面存档备份，存于）（英文）